# 콴타스 항공 7편과 8편
콴타스 항공 7편(영어: Qantas Flight 7)은 현재 정기 무착륙 비행 노선 중에서 최장거리 노선으로 운항 노선은 시드니의 시드니 공항에서 미국의 댈러스 포트워스 국제공항을 연결한다. 비행 거리는 13,804km로 총 비행 시간은 15시간 25분이다. 2011년부터 2014년까지 보잉 747-400ER 기종으로 운항했으며 같은 해 9월에 에어버스 A380-800 기종으로 대체되면서 현재에 이르고 있다.

## 개요
이 노선은 2011년에 신설 했으며 로스앤젤레스 노선과 마찬가지로 태평양 남쪽 방향을 통해 운항한다. 당시 유사 노선으로 브리즈번을 경유해 시드니까지 운항하는 콴타스 항공 8편(영어: Qantas Flight 8)의 경우 운항 거리는 짦지만 비행 시간은 기존 7편이 운항하는 시간보다 1시간 더 소요된 16시간이 걸린다. 오스트레일리아 시드니 기준으로 오후 1시 35분에 출발하며 미국 텍사스주 댈러스 기준으로 오후 1시 45분에 출발한다. 개설 초기부터 58석 3급으로 설정된 비즈니스 캐빈을 비롯해 총 36석의 이코노미 캐빈과 총 270개의 좌석으로 구성된 이코노미 클래스 캐빈으로 구성되었다. 그러나 세계 경기 침체로 인해 수요가 감소와 연료비 폭등으로 인해 2013년 11월에 싱가포르 항공 21편과 싱가포르 항공 37편인 싱가포르 창이 국제공항 ~ 로스앤젤레스 국제공항을 잇는 국제선 노선이 단항되면서 이 노선이 무착륙 비행 노선 중에서 가장 길다. 2014년 9월 29일부터 기존에 운항하고 있던 보잉 747-400ER 기종에서 에어버스 A380-800 기종으로 변경과 동시에 중간 경유지인 브리즈번이 단항했다.

## 같이 보기
- 싱가포르 항공 21편
- 중국남방항공 327편